# NASCAR Sprint Cup Series de 2016

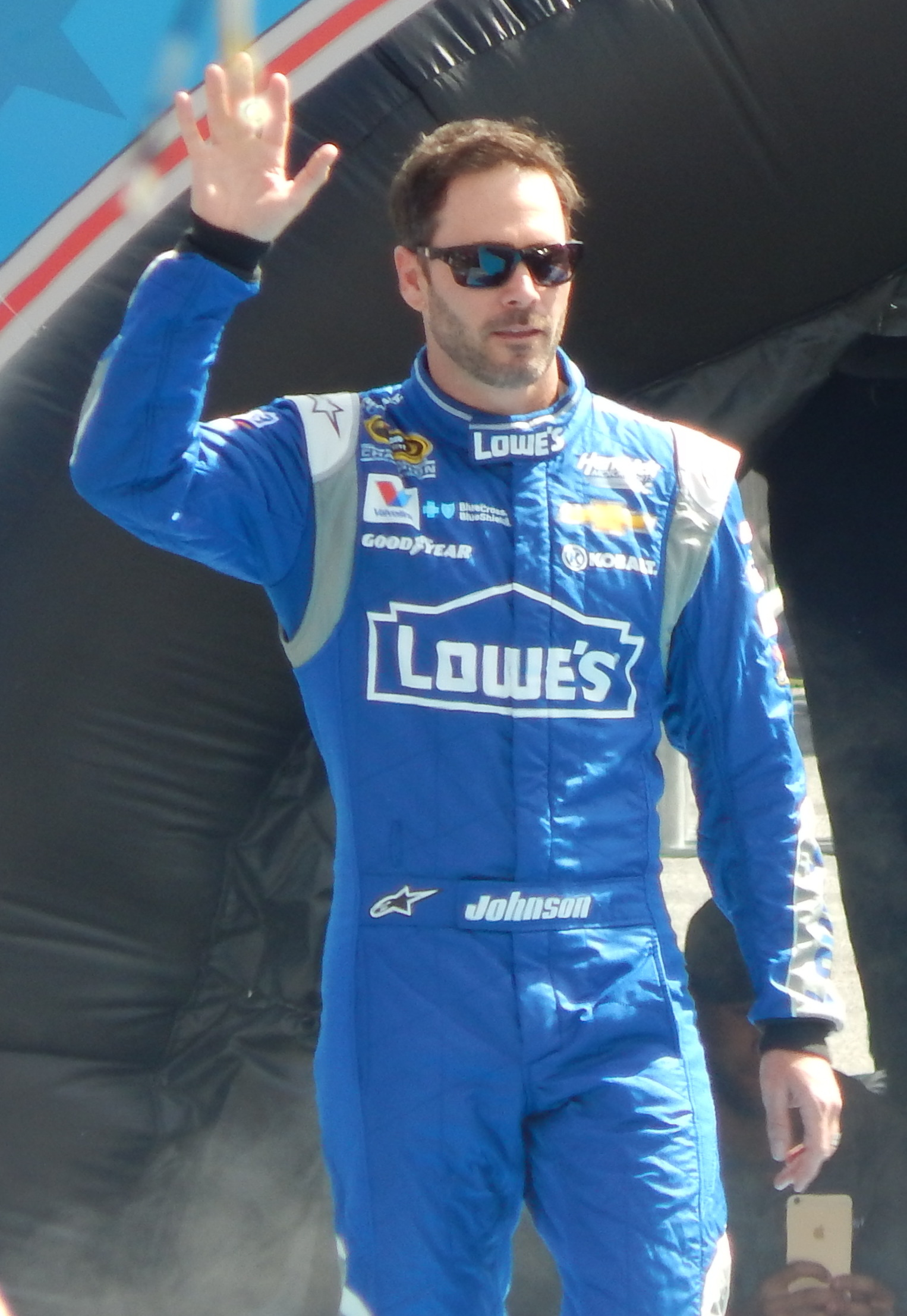
Jimmie Johnson, campeão da temporada de 2016

A Temporada de 2016 da Sprint Cup é a 68ª da história da NASCAR.
O campeonato é disputado ao longo de 36 corridas, começando com a etapa de Daytona e terminando em Homestead. Dessas etapas, as 10 últimas representam o Chase, onde os 16 melhores pilotos nas 26 primeiras corridas disputam, em um sistema semelhante ao mata-mata, o título da temporada.

## Transmissão para o Brasil
O Fox Sports Brasil continua transmitido a competição ao vivo, junto com a Record News que adquiriu os direitos de transmissão das corridas em VT exibidas nas quintas feiras.

## Temporada Completa

### Equipes com Charter
| Fabricante | Equipe                               | No. | Piloto                   | Chefe de Equipe                                |
| ---------- | ------------------------------------ | --- | ------------------------ | ---------------------------------------------- |
| Chevrolet  | Chip Ganassi Racing                  | 1   | Jamie McMurray           | Matt McCall                                    |
| Chevrolet  | Chip Ganassi Racing                  | 42  | Kyle Larson              | Chad Johnston 35 Phil Surgen 1                 |
| Chevrolet  | Germain Racing                       | 13  | Casey Mears              | Bootie Barker                                  |
| Chevrolet  | Hendrick Motorsports                 | 5   | Kasey Kahne              | Keith Rodden                                   |
| Chevrolet  | Hendrick Motorsports                 | 24  | Chase Elliott (R)        | Alan Gustafson                                 |
| Chevrolet  | Hendrick Motorsports                 | 48  | Jimmie Johnson           | Chad Knaus                                     |
| Chevrolet  | Hendrick Motorsports                 | 88  | Dale Earnhardt Jr. 18    | Greg Ives                                      |
| Chevrolet  | Hendrick Motorsports                 | 88  | Alex Bowman 10           | Greg Ives                                      |
| Chevrolet  | Hendrick Motorsports                 | 88  | Jeff Gordon 8            | Greg Ives                                      |
| Chevrolet  | HScott Motorsports                   | 15  | Clint Bowyer             | Steve Addington 35 Jay Guy 1                   |
| Chevrolet  | HScott Motorsports                   | 46  | Michael Annett 35        | Jay Guy 20 Mike Hillman 16                     |
| Chevrolet  | HScott Motorsports                   | 46  | Justin Allgaier 1        | Jay Guy 20 Mike Hillman 16                     |
| Chevrolet  | JTG Daugherty Racing                 | 47  | A. J. Allmendinger       | Randall Burnett 35 Ernie Cope 1                |
| Chevrolet  | Circle Sport – Leavine Family Racing | 95  | Ty Dillon 7              | Todd Parrott 11 Dave Winston 24 Matt Borland 1 |
| Chevrolet  | Circle Sport – Leavine Family Racing | 95  | Michael McDowell 29      | Todd Parrott 11 Dave Winston 24 Matt Borland 1 |
| Chevrolet  | Richard Childress Racing             | 3   | Austin Dillon            | Slugger Labbe                                  |
| Chevrolet  | Richard Childress Racing             | 27  | Paul Menard              | Justin Alexander 20 Danny Stockman Jr. 16      |
| Chevrolet  | Richard Childress Racing             | 31  | Ryan Newman              | Luke Lambert                                   |
| Chevrolet  | Stewart-Haas Racing                  | 4   | Kevin Harvick            | Rodney Childers 35 Dax Gerringer 1             |
| Chevrolet  | Stewart-Haas Racing                  | 10  | Danica Patrick           | Billy Scott                                    |
| Chevrolet  | Stewart-Haas Racing                  | 14  | Brian Vickers 5          | Mike Bugarewicz                                |
| Chevrolet  | Stewart-Haas Racing                  | 14  | Ty Dillon 3              | Mike Bugarewicz                                |
| Chevrolet  | Stewart-Haas Racing                  | 14  | Tony Stewart 28          | Mike Bugarewicz                                |
| Chevrolet  | Stewart-Haas Racing                  | 41  | Kurt Busch               | Tony Gibson 35 Johnny Klausmeier 1             |
| Chevrolet  | Tommy Baldwin Racing                 | 7   | Regan Smith 35           | Tommy Baldwin Jr.                              |
| Chevrolet  | Tommy Baldwin Racing                 | 7   | Ty Dillon 1              | Tommy Baldwin Jr.                              |
| Ford       | Front Row Motorsports                | 34  | Chris Buescher (R)       | Bob Osborne                                    |
| Ford       | Front Row Motorsports                | 38  | Landon Cassill           | Donnie Wingo                                   |
| Ford       | Go Fas Racing                        | 32  | Bobby Labonte 4          | Wally Rogers 35 Clinton Cram 1                 |
| Ford       | Go Fas Racing                        | 32  | Jeffrey Earnhardt (R) 19 | Wally Rogers 35 Clinton Cram 1                 |
| Ford       | Go Fas Racing                        | 32  | Joey Gase 6              | Wally Rogers 35 Clinton Cram 1                 |
| Ford       | Go Fas Racing                        | 32  | Jeb Burton 2             | Wally Rogers 35 Clinton Cram 1                 |
| Ford       | Go Fas Racing                        | 32  | Patrick Carpentier 2     | Wally Rogers 35 Clinton Cram 1                 |
| Ford       | Go Fas Racing                        | 32  | Eddie MacDonald 1        | Wally Rogers 35 Clinton Cram 1                 |
| Ford       | Go Fas Racing                        | 32  | Boris Said 1             | Wally Rogers 35 Clinton Cram 1                 |
| Ford       | Go Fas Racing                        | 32  | Dylan Lupton 1           | Wally Rogers 35 Clinton Cram 1                 |
| Ford       | Richard Petty Motorsports            | 43  | Aric Almirola            | Trent Owens 26 Drew Blickensderfer 10          |
| Ford       | Richard Petty Motorsports            | 44  | Brian Scott (R)          | Chris Heroy                                    |
| Ford       | Roush Fenway Racing                  | 6   | Trevor Bayne             | Matt Puccia                                    |
| Ford       | Roush Fenway Racing                  | 16  | Greg Biffle              | Brian Pattie 34 Robbie Reiser 2                |
| Ford       | Roush Fenway Racing                  | 17  | Ricky Stenhouse Jr.      | Nick Sandler 35 Mike Kelley 1                  |
| Ford       | Team Penske                          | 2   | Brad Keselowski          | Paul Wolfe                                     |
| Ford       | Team Penske                          | 22  | Joey Logano              | Todd Gordon                                    |
| Toyota     | BK Racing                            | 23  | David Ragan              | Patrick Donahue                                |
| Toyota     | BK Racing                            | 83  | Michael Waltrip 1        | Doug Richert 4 Gene Nead 31 Mike Ford 1        |
| Toyota     | BK Racing                            | 83  | Matt DiBenedetto 30      | Doug Richert 4 Gene Nead 31 Mike Ford 1        |
| Toyota     | BK Racing                            | 83  | Dylan Lupton 2           | Doug Richert 4 Gene Nead 31 Mike Ford 1        |
| Toyota     | BK Racing                            | 83  | Jeffrey Earnhardt (R) 3  | Doug Richert 4 Gene Nead 31 Mike Ford 1        |
| Toyota     | Furniture Row Racing                 | 78  | Martin Truex Jr.         | Cole Pearn 35 Todd Berrier 1                   |
| Toyota     | Joe Gibbs Racing                     | 11  | Denny Hamlin             | Mike Wheeler                                   |
| Toyota     | Joe Gibbs Racing                     | 18  | Kyle Busch               | Adam Stevens 35 Todd Berrier 1                 |
| Toyota     | Joe Gibbs Racing                     | 19  | Carl Edwards             | Dave Rogers                                    |
| Toyota     | Joe Gibbs Racing                     | 20  | Matt Kenseth             | Jason Ratcliff                                 |

### Equipes sem Charter
| Fabricante | Equipe               | No. | Piloto          | Chefe de Equipe |
| ---------- | -------------------- | --- | --------------- | --------------- |
| Ford       | Wood Brothers Racing | 21  | Ryan Blaney (R) | Jeremy Bullins  |

## Temporada Limitada
| Fabricante            | Equipe                               | No. | Piloto                | Chefe de Equipe                           | Round(s) |
| --------------------- | ------------------------------------ | --- | --------------------- | ----------------------------------------- | -------- |
| Chevrolet             | Circle Sport – Leavine Family Racing | 59  | Michael McDowell      | Dave Winston 1 Todd Parrott 1             | 2        |
| Chevrolet             | Hillman Racing                       | 40  | Reed Sorenson         | Pat Tryson                                | 1        |
| Chevrolet             | The Motorsports Group                | 30  | Josh Wise             | Dave Fuge 31 Wayne Carroll 4              | 32       |
| Chevrolet             | The Motorsports Group                | 30  | Gray Gaulding         | Dave Fuge 31 Wayne Carroll 4              | 3        |
| Ford                  | Front Row Motorsports                | 35  | David Gilliland       | Joe Lax 1 Todd Anderson 3                 | 4        |
| Ford                  | Roush Fenway Racing                  | 99  | Ryan Reed             | Phil Gould                                | 1        |
| Toyota                | BK Racing                            | 26  | Robert Richardson Jr. | Mike Ford                                 | 1        |
| Toyota                | BK Racing                            | 49  | Matt DiBenedetto      | Gene Nead                                 | 1        |
| Toyota                | BK Racing                            | 93  | Matt DiBenedetto      | Gene Nead                                 | 4        |
| Toyota                | BK Racing                            | 93  | Ryan Ellis            | Mike Ford                                 | 3        |
| Toyota                | BK Racing                            | 93  | Dylan Lupton          | Mike Ford                                 | 1        |
| Chevrolet 24 Toyota 7 | Premium Motorsports                  | 55  | Reed Sorenson         | Pat Tryson 30 Maurice Hester 1            | 24       |
| Chevrolet 24 Toyota 7 | Premium Motorsports                  | 55  | Michael Waltrip       | Pat Tryson 30 Maurice Hester 1            | 1        |
| Chevrolet 24 Toyota 7 | Premium Motorsports                  | 55  | Cole Whitt            | Pat Tryson 30 Maurice Hester 1            | 3        |
| Chevrolet 24 Toyota 7 | Premium Motorsports                  | 55  | Cody Ware             | Pat Tryson 30 Maurice Hester 1            | 1        |
| Chevrolet 24 Toyota 7 | Premium Motorsports                  | 55  | Alex Kennedy          | Pat Tryson 30 Maurice Hester 1            | 1        |
| Chevrolet 24 Toyota 7 | Premium Motorsports                  | 55  | D. J. Kennington      | Pat Tryson 30 Maurice Hester 1            | 1        |
| Chevrolet 26 Toyota 6 | Premium Motorsports                  | 98  | Cole Whitt            | Mark Hillman 23 Ben Leslie 8 Pat Tryson 1 | 26       |
| Chevrolet 26 Toyota 6 | Premium Motorsports                  | 98  | Reed Sorenson         | Mark Hillman 23 Ben Leslie 8 Pat Tryson 1 | 4        |
| Chevrolet 26 Toyota 6 | Premium Motorsports                  | 98  | Ryan Ellis            | Mark Hillman 23 Ben Leslie 8 Pat Tryson 1 | 1        |
| Chevrolet 26 Toyota 6 | Premium Motorsports                  | 98  | Timmy Hill            | Mark Hillman 23 Ben Leslie 8 Pat Tryson 1 | 1        |

## Calendário
| Prova                    | No.                               | Circuito                        | Local                        | Data            |
| ------------------------ | --------------------------------- | ------------------------------- | ---------------------------- | --------------- |
|                          | Sprint Unlimited                  | Daytona International Speedway  | Daytona Beach                | 13 de fevereiro |
|                          | Budweiser Duels                   | Daytona International Speedway  | Daytona Beach                | 18 de fevereiro |
| 1                        | Daytona 500                       | Daytona International Speedway  | Daytona Beach                | 21 de fevereiro |
| 2                        | Folds of Honor QuikTrip 500       | Atlanta Motor Speedway          | Hampton (Geórgia)            | 28 de fevereiro |
| 3                        | Kobalt 400                        | Las Vegas Motor Speedway        | Las Vegas                    | 6 de março      |
| 4                        | CampingWorld.com 500              | Phoenix International Raceway   | Avondale (Arizona)           | 13 de março     |
| 5                        | Auto Club 400                     | Auto Club Speedway              | Fontana (Califórnia)         | 20 de março     |
| 6                        | STP 500                           | Martinsville Speedway           | Ridgeway (Virgínia)          | 3 de abril      |
| 7                        | Duck Commander 500                | Texas Motor Speedway            | Fort Worth                   | 9 de abril      |
| 8                        | Food City 500                     | Bristol Motor Speedway          | Bristol (Tennessee)          | 17 de abril     |
| 9                        | Toyota Owners 400                 | Richmond International Raceway  | Richmond (Virgínia)          | 24 de abril     |
| 10                       | GEICO 500                         | Talladega Superspeedway         | Talladega                    | 1º de maio      |
| 11                       | SpongeBob SquarePants 400         | Kansas Speedway                 | Kansas City                  | 7 de maio       |
| 12                       | FedEx 400                         | Dover International Speedway    | Dover                        | 15 de maio      |
|                          | Sprint Showdown                   | Charlotte Motor Speedway        | Concord (Carolina do Norte)  | 20 de maio      |
|                          | NASCAR Sprint All-Star Race       | Charlotte Motor Speedway        | Concord (Carolina do Norte)  | 21 de maio      |
| 13                       | Coca-Cola 600                     | Charlotte Motor Speedway        | Concord (Carolina do Norte)  | 29 de maio      |
| 14                       | Axalta "We Paint Winners" 400     | Pocono Raceway                  | Long Pond                    | 5 de junho      |
| 15                       | Quicken Loans 400                 | Michigan International Speedway | Brooklyn (Michigan)          | 12 de junho     |
| 16                       | Toyota/Save Mart 350              | Sonoma Raceway                  | Sonoma                       | 26 de junho     |
| 17                       | Coke Zero 400                     | Daytona International Speedway  | Daytona Beach                | 2 de julho      |
| 18                       | Quaker State 400                  | Kentucky Speedway               | Sparta (Kentucky)            | 9 de julho      |
| 19                       | Camping World RV Sales 301        | New Hampshire Motor Speedway    | Loudon                       | 17 de julho     |
| 20                       | Brickyard 400                     | Indianapolis Motor Speedway     | Speedway (Indiana)           | 24 de julho     |
| 21                       | Pennsylvania 400                  | Pocono Raceway                  | Long Pond                    | 31 de julho     |
| 22                       | Cheez-It 355 at The Glen          | Watkins Glen International      | Watkins Glen                 | 7 de agosto     |
| 23                       | Irwin Tools Night Race at Bristol | Bristol Motor Speedway          | Bristol (Tennessee)          | 20 de agosto    |
| 24                       | Pure Michigan 400                 | Michigan International Speedway | Brooklyn (Michigan)          | 28 de agosto    |
| 25                       | Bojangles' Southern 500           | Darlington Raceway              | Darlington (Carolina do Sul) | 4 de setembro   |
| 26                       | Federated Auto Parts 400          | Richmond International Raceway  | Richmond (Virgínia)          | 10 de setembro  |
| Chase for the Sprint Cup |                                   |                                 |                              |                 |
| Challenger Round         |                                   |                                 |                              |                 |
| 27                       | MyAFibStory.com 400               | Chicagoland Speedway            | Joliet (Illinois)            | 18 de setembro  |
| 28                       | Sylvania 300                      | New Hampshire Motor Speedway    | Loudon                       | 25 de setembro  |
| 29                       | AAA 400                           | Dover International Speedway    | Dover                        | 2 de outubro    |
| Contender Round          |                                   |                                 |                              |                 |
| 30                       | Bank of America 500               | Charlotte Motor Speedway        | Concord (Carolina do Norte)  | 8 de Outubro    |
| 31                       | Hollywood Casino 400              | Kansas Speedway                 | Kansas City                  | 16 de Outubro   |
| 32                       | Alabama 500                       | Talladega Superspeedway         | Talladega                    | 23 de outubro   |
| Eliminator Round         |                                   |                                 |                              |                 |
| 33                       | Goody's Headache Relief Shot 500  | Martinsville Speedway           | Ridgeway (Virgínia)          | 30 de outubro   |
| 34                       | AAA Texas 500                     | Texas Motor Speedway            | Fort Worth                   | 6 de novembro   |
| 35                       | Quicken Loans Race for Heroes 500 | Phoenix International Raceway   | Avondale (Arizona)           | 13 de novembro  |
| Championship             |                                   |                                 |                              |                 |
| 36                       | Ford EcoBoost 400                 | Homestead-Miami Speedway        | Homestead                    | 20 de Novembro  |

## Resultados
| No.                             | Corrida                                                                | Pole position    | Líder Por Mais Voltas | Vencedor            | Fabricante |
| ------------------------------- | ---------------------------------------------------------------------- | ---------------- | --------------------- | ------------------- | ---------- |
| 001 !                           | Sprint Unlimited                                                       | Jimmie Johnson   | Denny Hamlin          | Denny Hamlin        | Toyota     |
| 002 !                           | Can-Am Duel 1                                                          | Chase Elliott    | Dale Earnhardt, Jr.   | Dale Earnhardt, Jr. | Chevrolet  |
| 003 !                           | Can-Am Duel 2                                                          | Matt Kenseth     | Kyle Busch            | Kyle Busch          | Toyota     |
| 1                               | Daytona 500                                                            | Chase Elliott    | Denny Hamlin          | Denny Hamlin        | Toyota     |
| 2                               | Folds of Honor QuikTrip 500                                            | Kurt Busch       | Kevin Harvick         | Jimmie Johnson      | Chevrolet  |
| 3                               | Kobalt 400                                                             | Kurt Busch       | Jimmie Johnson        | Brad Keselowski     | Ford       |
| 4                               | Good Sam 500                                                           | Kyle Busch       | Kevin Harvick         | Kevin Harvick       | Chevrolet  |
| 5                               | Auto Club 400                                                          | Austin Dillon    | Kevin Harvick         | Jimmie Johnson      | Chevrolet  |
| 6                               | STP 500                                                                | Joey Logano      | Kyle Busch            | Kyle Busch          | Toyota     |
| 7                               | Duck Commander 500                                                     | Carl Edwards     | Martin Truex Jr.      | Kyle Busch          | Toyota     |
| 8                               | Food City 500                                                          | Carl Edwards     | Carl Edwards          | Carl Edwards        | Toyota     |
| 9                               | Toyota Owners 400                                                      | Kevin Harvick    | Carl Edwards          | Carl Edwards        | Toyota     |
| 10                              | GEICO 500                                                              | Chase Elliott    | Brad Keselowski       | Brad Keselowski     | Ford       |
| 11                              | Go Bowling 400                                                         | Martin Truex Jr. | Martin Truex Jr.      | Kyle Busch          | Toyota     |
| 12                              | AAA 400 Drive for Autism                                               | Kevin Harvick    | Kevin Harvick         | Matt Kenseth        | Toyota     |
| 003 !                           | NASCAR Sprint Showdown                                                 | Chase Elliott    | Chase Elliott         | Kyle Larson         | Chevrolet  |
| 003 !                           | NASCAR Sprint All-Star Race                                            | Kevin Harvick    | Brad Keselowski       | Joey Logano         | Ford       |
| 13                              | Coca-Cola 600                                                          | Martin Truex Jr. | Martin Truex Jr.      | Martin Truex Jr.    | Toyota     |
| 14                              | Axalta "We Paint Winners" 400                                          | Brad Keselowski  | Chase Elliott         | Kurt Busch          | Chevrolet  |
| 15                              | FireKeepers Casino 400                                                 | Joey Logano      | Joey Logano           | Joey Logano         | Ford       |
| 16                              | Toyota/Save Mart 350                                                   | Carl Edwards     | Denny Hamlin          | Tony Stewart        | Chevrolet  |
| 17                              | Coke Zero 400                                                          | Greg Biffle      | Brad Keselowski       | Brad Keselowski     | Ford       |
| 18                              | Quaker State 400                                                       | Kevin Harvick    | Kevin Harvick         | Brad Keselowski     | Ford       |
| 19                              | New Hampshire 301                                                      | Jimmie Johnson   | Kyle Busch            | Matt Kenseth        | Toyota     |
| 20                              | Crown Royal presents the Combat Wounded Coalition 400 at the Brickyard | Kyle Busch       | Kyle Busch            | Kyle Busch          | Toyota     |
| 21                              | Pennsylvania 400                                                       | Martin Truex Jr. | Joey Logano           | Chris Buescher      | Ford       |
| 22                              | Cheez-It 355 at The Glen                                               | Carl Edwards     | Brad Keselowski       | Denny Hamlin        | Toyota     |
| 23                              | Bass Pro Shops NRA Night Race                                          | Carl Edwards     | Kyle Busch            | Kevin Harvick       | Chevrolet  |
| 24                              | Pure Michigan 400                                                      | Joey Logano      | Kyle Larson           | Kyle Larson         | Chevrolet  |
| 25                              | Bojangles' Southern 500                                                | Kevin Harvick    | Kevin Harvick         | Martin Truex Jr.    | Toyota     |
| 26                              | Federated Auto Parts 400                                               | Denny Hamlin     | Martin Truex Jr.      | Denny Hamlin        | Toyota     |
| Chase for the NASCAR Sprint Cup |                                                                        |                  |                       |                     |            |
| Round of 16                     |                                                                        |                  |                       |                     |            |
| 27                              | Teenage Mutant Ninja Turtles 400                                       | Kyle Busch       | Jimmie Johnson        | Martin Truex Jr.    | Toyota     |
| 28                              | Bad Boy Off Road 300                                                   | Carl Edwards     | Martin Truex Jr.      | Kevin Harvick       | Chevrolet  |
| 29                              | Citizen Soldier 400                                                    | Brad Keselowski  | Martin Truex Jr.      | Martin Truex Jr.    | Toyota     |
| Round of 12                     |                                                                        |                  |                       |                     |            |
| 30                              | Bank of America 500                                                    | Kevin Harvick    | Jimmie Johnson        | Jimmie Johnson      | Chevrolet  |
| 31                              | Hollywood Casino 400                                                   | Matt Kenseth     | Matt Kenseth          | Kevin Harvick       | Chevrolet  |
| 32                              | Hellmann's 500                                                         | Martin Truex Jr. | Brad Keselowski       | Joey Logano         | Ford       |
| Round of 8                      |                                                                        |                  |                       |                     |            |
| 33                              | Goody's Fast Relief 500                                                | Martin Truex Jr. | Matt Kenseth          | Jimmie Johnson      | Chevrolet  |
| 34                              | AAA Texas 500                                                          | Austin Dillon    | Joey Logano           | Carl Edwards        | Toyota     |
| 35                              | Can-Am 500                                                             | Alex Bowman      | Alex Bowman           | Joey Logano         | Ford       |
| Championship 4                  |                                                                        |                  |                       |                     |            |
| 36                              | Ford EcoBoost 400                                                      | Kevin Harvick    | Kyle Larson           | Jimmie Johnson      | Chevrolet  |

## Classificação

### Pilotos - Chase
Após 36 de 36 etapas
| Nº | Piloto           | Vitórias | Pontos |
| -- | ---------------- | -------- | ------ |
| 1  | Jimmie Johnson   | 3        | 5040   |
| 2  | Joey Logano      | 2        | 5037   |
| 3  | Kyle Busch       | 0        | 5035   |
| 4  | Carl Edwards     | 1        | 5007   |
| 5  | Matt Kenseth     | 0        | 2330   |
| 6  | Denny Hamlin     | 0        | 2320   |
| 7  | Kurt Busch       | 0        | 2296   |
| 8  | Kevin Harvick    | 2        | 2289   |
| 9  | Kyle Larson      | 0        | 2288   |
| 10 | Chase Elliott    | 0        | 2285   |
| 11 | Martin Truex Jr. | 2        | 2271   |
| 12 | Brad Keselowski  | 0        | 2267   |
| 13 | Jamie McMurray   | 0        | 2231   |
| 14 | Austin Dillon    | 0        | 2223   |
| 15 | Tony Stewart     | 0        | 2211   |
| 16 | Chris Buescher   | 0        | 2169   |

Notas:
- O primeiro critério de classificação é o número de vitórias. Em caso de empate, o número de pontos.

### Fabricantes
Após 36 de 36 etapas
| Pos. | Fabricante | Vitórias | Pontos |
| ---- | ---------- | -------- | ------ |
| 1    | Toyota     | 16       | 1477   |
| 2    | Chevrolet  | 12       | 1452   |
| 3    | Ford       | 8        | 1388   |